# Волянська (Ґардецька) Кекилія
Волянська (Ґардецька) Кекилія (Cecilia Gardetska, 25 травня 1898, Криворівня, Косівський повіт, Королівство Галичини і Лодомерії, Австро-Угорщина — 29 листопада 1961, Філадельфія, США) — громадська діячка.

## Біографія
Народилася 25 травня 1898 р. у с. Криворівня Косівського повіту (Галичина). Донька о. Олекси Волянського. Середню та вищу освіту здобула в Перемишлі і Львові. У 1915—1918 рр. працювала учителькою у Володимирі-Волинському. Керувала кооперативом «Гуцульське мистецтво» в Косові. Співпрацювала з дитячим журналом «Дзвіночок», газетою «Вперед» (Львів). Член редакційної колегії журналу «Наше життя». Була активною діячкою Об'єднання Українських Жінок в Німеччині. Емігрувала до Німеччини, потім — до США (1949). Належала до управи СУА й СФУЖО у Філадельфії, очолювала референтуру журналістики. Померла 29 листопада 1961 року у Філадельфії.